# Plüderhausen
Plüderhausen è un comune tedesco di 9 574 abitanti, situato nel land del Baden-Württemberg.